# Jindřich Zelený
Jindřich Zelený (13. listopadu 1922 v Bítovanech – 11. září 1997 v Praze) byl český marxisticko-leninský filozof a vysokoškolský pedagog, profesor Univerzity Karlovy.

## Životopis
Po maturitě na Reálném gymnáziu v Chrudimi studoval (1945–48) filozofii a sociologii na FF UK. V roce 1962 dosáhl vědecké hodnosti kandidáta věd a v roce 1966 se stal doktorem věd. Řádným profesorem filozofie byl jmenován roku 1967. V letech 1959–64 působil ve Filosofickém ústavu ČSAV, pak na katedře filozofie FF UK (1974–76), opět ve FÚ ČSAV (1976–90). V roce 1981 byl zvolen členem-korespondentem ČSAV a v roce 1988 řádným členem.
Zpočátku se zaměřoval především na propagaci marxismu-leninismu. Od poloviny 50. let se postupně jeho hlavní zájem soustřeďoval na zpracování problémů materialistické dialektiky.